# Susuacanga stigmatica
Susuacanga stigmatica là một loài bọ cánh cứng trong họ Cerambycidae.